# Chiliosoma ovallenus
Chiliosoma ovallenus är en mångfotingart som först beskrevs av Chamberlin 1957.  Chiliosoma ovallenus ingår i släktet Chiliosoma och familjen Dalodesmidae. Inga underarter finns listade i Catalogue of Life.